# Інтервал QT
Інтервал QT — час у секундах, що вимірюється на електрокардіограмі (ЕКГ) від початку комплекса QRS до кінця зубця T. Інколи інтервал QT називають електричною систолою шлуночків.

## Норма
Тривалість інтервалу QT коливається в значних межах, залежно від статі, віку та особливо частоти серцевих скорочень. У нормі тривалість інтервалу QT становить 0,35-0,44 с, однак варто мати на увазі, що для кожної частоти серцевих скорочень (окремо для чоловіків та жінок) існують нормативні величини. Для точнішої оцінки інтервалу QT використовують скоригований по частоті серцевих скорочень показник — QTc (коригований інтервал QT), який визначають за допомогою спеціальних формул (Базета, Фредеріка, Сагі).

## Клінічне значення
Інтервал QT може бути подовженим при низці вроджених патологій: синдром Андерсен, синдром Джервела-Ланге-Нільсена, синдром Романо-Уорда.
Також подовження інтервалу QT може бути набутим — внаслідок отруєння (фосфор, миш'як, ртуть), а також вплив антиаритмічних препаратів (хінідин, дизопірамід, новокаїнамід, аміодарон, соталол, аймалін), психотропних засобів (амітриптилін, аміназин), β-адреноміметиків (сальбутамол, тербутаніл, фенотерол), артеріальних вазодилататорів дигідропіридини, фентоламін), антигістамінних засобів (астемізол, терфенадин), діуретиків (фуросемід), прокінетиків (метоклопрамід, цизаприд), а ще в разі порушень з боку центральної нервової системи (травми головного мозку, субарахноїдальні крововиливи, пухлини, тромбози, емболія).
Гостре подовження інтервалу QT можуть зумовити інфаркт міокарду, інфекційне або алергійне ураження серцевого м'яза.
Хронічне подовження інтервалу QT буває за артеріальної гіпертензії, ішемічної хвороби серця, кардіоміопатій, пролапсу мітрального клапана, ураження серця в разі ендокринних, обмінних, онкологічних захворювань тощо.
Укорочення інтервалу QT може супроводжуватися ідіопатичною пароксизмальною тахікардією й нерідко є генетично зумовленим або виникає внаслідок ацидозу, електролітних порушень, розладів балансу тонусу автономної нервової системи.